# Neptune Frost
Neptune Frost es una película musical romántica de ciencia ficción de 2021 codirigida por Saul Williams y Anisia Uzeyman, y protagonizada por Cheryl Isheja, Elvis Ngabo y Kaya Free. Sigue la relación entre Neptuno y Matalusa, mineras de coltán cuyo amor conduce a un colectivo hacker. Ezra Miller se desempeña como productor, mientras que Lin-Manuel Miranda es productor ejecutivo.
Tuvo su estreno mundial en el Festival de Cine de Cannes de 2021 en la sección Quincena de Realizadores el 8 de julio de 2021 y fue estrenada en los Estados Unidos el 3 de junio de 2022 por Kino Lorber, con gran éxito de crítica. Neptune Frost es el nombre de un soldado revolucionario negro que sirvió en el Ejército Continental en 1775.

## Trama
La película es una historia afrofuturista ambientada en un pueblo de Burundi hecho con piezas de computadora, y se centra en la relación entre Neptune, una fugitiva intersexual, y Matalusa, una minera de coltán, cuyo amor conduce a un colectivo de hackers.

## Reparto
- Cheryl Isheja como Neptune
- Elvis Ngabo como Neptune
- Bertrand "Kaya Free" Ninteretse como Matalusa
- Eliane Umuhire como Memoria
- Dorcy Rugamba como Inocente
- Rebecca Uwamahoro como Elohel
- Trésor Niyongabo como Psicología
- Eric Ngangare "1Key" como Potolo
- Natacha Muziramakenga como Binya
- Cécile Kayirebwa como una monja
- Diógene "Atome" Ntarindwa como el sacerdote

## Producción
El proyecto fue originalmente concebido por Saul Williams como una novela gráfica y un musical escénico. En 2018, Williams lanzó una campaña de Kickstarter para recaudar fondos, y Lin-Manuel Miranda se unió como productor ejecutivo.
En febrero de 2020, se anunció que Ezra Miller y Stephen Hendel serían los productores, y que daba inicio la fotografía principal. La producción se llevó a cabo durante 27 días en Ruanda.